# Albissola Marina
Albissola Marina là một đô thị ở tỉnh Savona ở vùng Liguria của Ý, có khoảng cách khoảng 35 km về phía tây của Genova và khoảng 4 km về phía đông bắc của Savona. Tại thời điểm ngày 31 tháng 12 năm 2004, đô thị này có dân số 5.674 người và diện tích là 3,2 km².
Albissola Marina giáp các đô thị: Albisola Superiore và Savona.